# Mathilde Desportes portréja
Mathilde Desportes portréja (Madame Auguste Cuoq) Gustave Courbet francia festő alkotása, amely a New York-i Metropolitan Művészeti Múzeum gyűjteményének része.
Több festő is elkészítette Auguste Cuoq felesége, Mathilde Desportes arcképét, köztük korának népszerű alkotója, az akadémikus stílusban dolgozó Jean-Jacques Hennerde, a férj elégedtelen volt, mondván, a művek nem adják vissza neje szépségét. Courbet 1857-ben fejezte be a képet, amely az előző öt év során keletkezett, de csak 1867-ben mutatta be a nagyközönségnek.
A festmény Gustave Courbet 1877-es halálakor még a művész tulajdonában volt. Brüsszeli kitérő után visszakerült Párizsba Paul Durand-Ruel műkereskedőhöz, aki a New York-i Louisine Havemeyernek adta el.